# Aurelio Vidmar
Aurelio Vidmar (n. 3 februarie 1967, Adelaide, Australia de Sud, Australia) este un fost fotbalist australian.
Între 1991 și 2001, Vidmar a jucat 44 de meciuri și a marcat 17 goluri pentru echipa națională a Australiei.

## Statistici
| Australia | Australia | Australia |
| An        | Meciuri   | Goluri    |
| --------- | --------- | --------- |
| 1991      | 6         | 1         |
| 1992      | 2         | 0         |
| 1993      | 5         | 2         |
| 1994      | 4         | 2         |
| 1995      | 1         | 0         |
| 1996      | 1         | 0         |
| 1997      | 16        | 8         |
| 1998      | 0         | 0         |
| 1999      | 0         | 0         |
| 2000      | 5         | 0         |
| 2001      | 4         | 4         |
| Total     | 44        | 17        |